# Behind the Candelabra
Behind the Candelabra es una película estadounidense de drama, estrenada en 2013 y dirigida por Steven Soderbergh. Basada en las memorias de Scott Thorson y Alex Thorleifson, Behind the Candelabra: My Life With Liberace y protagonizada por Michael Douglas y Matt Damon, relata la relación de Thorson con el presentador y pianista estadounidense Liberace, cuando era su asistente. Se estrenó el 21 de mayo de 2013 en el Festival de Cannes. El productor ejecutivo fue Jerry Weintraub.

## Argumento
En 1977, Scott Thorson (Matt Damon), de 18 años de edad, quien trabaja como entrenador de animales para películas, conoce a Bob Black (Scott Bakula), un productor de Hollywood, en un bar. A instancias de Black, sale de su hogar de adopción en busca de un trabajo mejor remunerado. Black le presenta a Liberace (Michael Douglas), a quien de inmediato le gusta el guapo joven. Detrás del escenario, Liberace los invita a ambos a pasar a su lujosa casa. Thorson observa que uno de los perros queridos de Liberace está sufriendo de una forma temporal de ceguera, y con su veterinario ayudante, le informa al famoso pianista que sabe cómo curar la enfermedad. Después de tratar al perro, Thorson se convierte en "asistente" de Liberace, a petición del ejecutante.
Scott se muda con Liberace y se convierte en su amante. En este punto, Scott dice que es bisexual, porque él también se siente atraído por las mujeres. Liberace es simpático y le informa que él quería y trató de amar a las mujeres, pero se sintió atraído exclusivamente por los hombres. Relata la historia de una "sanidad divina" en la que una "mensajera" le informó que Dios lo amaba.
Liberace trata de moldear a Scott, que se convierte gradualmente en una versión más joven de sí mismo, pero le solicita a su cirujano plástico, el doctor Startz (Rob Lowe), que transforme el rostro de Scott para que se parezca más a su propio rostro y hace un intento fallido de adoptarlo formalmente. Cuando Liberace comienza a visitar locales de venta de cine porno y sugiere que vean otras personas, Scott se molesta. El abuso de drogas de Scott y la promiscuidad de Liberace crean una grieta que finalmente destruye la relación. Scott le pide a un abogado que solicite su participación financiera de la propiedad, y Liberace termina su asociación formal y se involucra con su más reciente "asistente".
Poco después Scott recibe una llamada telefónica de Liberace, quien le dice que está muy enfermo de lo que más tarde resulta ser sida, y le gustaría que Scott lo visitara de nuevo. Scott está de acuerdo, y él y Liberace tienen una última y emotiva conversación en su lecho de muerte antes de que Liberace muera en febrero de 1987. Scott asiste al funeral de Liberace, y durante la misa imagina verlo realizar una última actuación con su tradicional extravagancia, antes de ser elevado al cielo con un arnés.

## Elenco
- Michael Douglas - Liberace
- Matt Damon - Scott Thorson
- Dan Aykroyd - Seymour Heller
- Rob Lowe - Dr. Jack Startz
- Debbie Reynolds - Frances Liberace
- Scott Bakula - Bob Black
- Tom Papa - Ray Arnett
- Paul Reiser - Sr. Felder
- Cheyenne Jackson - Billy Leatherwood
- Josue Pacheco - Pepito

## Premios
En el Festival de Cannes de 2013, se le otorgó el Palm Dog Award al french poodle Baby Boy, perro que aparece en algunas escenas de la película.
En los Emmy 2013 (categoría de "Miniserie o películas para TV") se hizo acreedora de los siguientes tres premios: Mejor miniserie o película para TV, mejor dirección (Steven Soderbergh) y mejor actor (Michael Douglas).